# Paul-Auguste Halley
 (avril 2025).
Motif : pas de sources secondaires centrées dans l'article au 3 avril 2025
- Archive Wikiwix
- Bing
- Cairn
- DuckDuckGo
- E. Universalis
- Gallica
- Google
- G. Books
- G. News
- G. Scholar
- Persée
- Qwant
- (zh) Baidu
- (ru) Yandex
- (wd) trouver des œuvres sur Wikidata

| 1. | Préciser le motif de la pose du bandeau. | Précisez le motif de la pose du bandeau en utilisant la syntaxe suivante : {{admissibilité à vérifier\|date=avril 2025\|motif=remplacez ce texte par le motif}}                          |
| 2. | Informer les utilisateurs concernés.     | Pensez à avertir le créateur de l'article, par exemple, en insérant le code ci-dessous sur sa page de discussion : {{subst:avertissement admissibilité à vérifier\|Paul-Auguste Halley}} |

Paul-Auguste Halley est un homme d'affaires français, né le 14 août 1907 à Cherbourg (Manche) et mort le 1er novembre 2002 à Caen,.
Il a créé le groupe de grande distribution Promodès en 1961 à Caen, avec ses fils Paul-Louis Halley et Robert Halley, en réunissant plusieurs entreprises familiales de commerce de gros, implantées en Normandie.
Promodès a fusionné en 1999 avec Carrefour, pour donner le premier groupe européen de distribution.
Il est inhumé à Montebourg.